# Thailändische Eishockeynationalmannschaft
| Thailändische Eishockeynationalmannschaft                                                                         | Thailändische Eishockeynationalmannschaft         |
| --- | ------------------------------------------------- |
| Logo |                                                   |
| Verband: | Thailändischer Eishockeyverband                   |
| Erstes Länderspiel:                                                                                               |                                                   |
| Japan 39:0 Thailand 2. Februar 2003 in Aomori, Japan                                                              |                                                   |
| Höchster Sieg: |                                                   |
| Bahrain 0:29 Thailand 29. Januar 2011 in Astana, Kasachstan Thailand 29:0 Indien 25. April 2011 in Kuwait, Kuwait |                                                   |
| Höchste Niederlage:                                                                                               |                                                   |
| Kasachstan 52:1 Thailand 29. Januar 2007 in Changchun, China                                                      |                                                   |
| Medaillengewinne Herren:                                                                                          |                                                   |
| WM: | keine                                             |
| Olympia: | keine                                             |
| Winter-Asienspiele:                                                                                               | keine                                             |
| IIHF Challenge Cup of Asia:                                                                                       | 2× Silber: 2009 und 2012 2× Bronze: 2010 und 2011 |

Die thailändische Eishockeynationalmannschaft der Herren gehört zum thailändischen Eishockeyverband (Ice Hockey Association of Thailand). Aktueller Trainer ist Krisada Kasemsunt.

## Geschichte

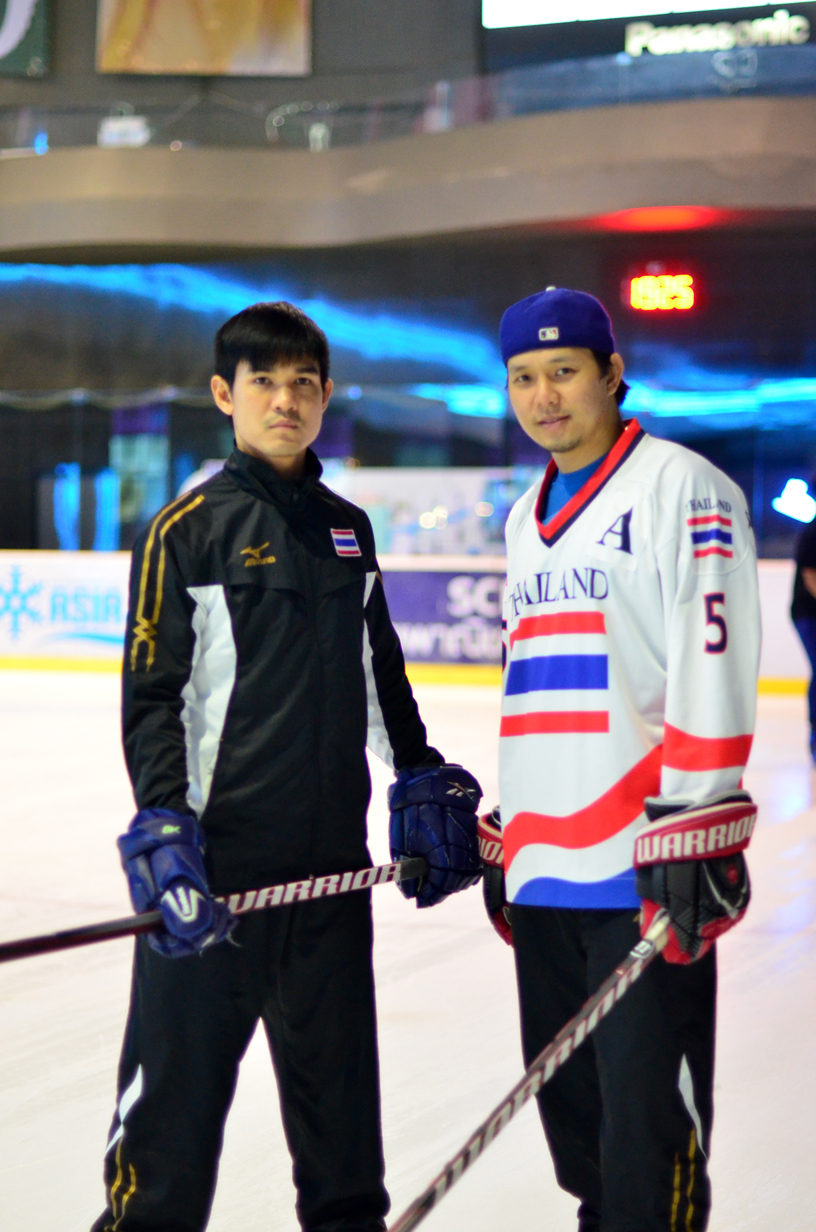
Die Nationalspieler Teerasak Rattanachot und Tewin Chartsuwan

Die Nationalauswahl von Thailand bestritt im Rahmen der Winter-Asienspiele am 2. Februar 2003 erstmals ein offizielles Länderspiel, das sie mit 0:39 gegen Gastgeber Japan verlor. Das zweite offizielle Turnier, an dem Thailand teilnahm, waren die Asienspiele 2007. Während dieses Turniers verlor die Nationalmannschaft unter anderem mit 1:52 gegen Kasachstan, was die höchste Niederlage in der Geschichte Thailands darstellt. 2008 und 2009 nahm Thailand jeweils am IIHF Challenge Cup of Asia teil. Nachdem das Team 2008 Vierter wurde, erreichte sie 2009 das Finale, in dem sie der gastgebenden Nationalauswahl der Vereinigten Arabischen Emirate mit 3:5 unterlag. Auch 2010, 2011 und 2012 gelangen jeweils Medaillengewinne.
Im Jahr 2019 nahm Thailand erstmals an den IIHF-Weltmeisterschaften teil. Nachdem in den Jahren 2020 und 2021 aufgrund der COVID-19-Pandemie in den unteren Divisionen keine Turnieraustragungen stattgefunden hatten, gelang Thailand im Jahr 2022 als Tabellenzweitem der Division IIIB der Aufstieg in die A-Gruppe der Division. Nach zweijähriger Zugehörigkeit gelang bei der Weltmeisterschaft 2024 der Aufstieg in die Division II.

## Platzierungen

### Olympische Spiele
- 2022: nicht qualifiziert (2. Vorqualifikation 1, Gruppe O; Gesamt Platz 40)

### Weltmeisterschaften
- 2019: 3. Platz, Qualifikation zur Division III
- 2020–2021: nicht ausgetragen
- 2022: 2. Platz, Division III B (Aufstieg in die Division IIIA)
- 2023: 4. Platz, Division III A
- 2024: 1. Platz, Division III A (Aufstieg in die Division IIB)
- 2025: 6. Platz, Division II B (Abstieg in die Division IIIA)

### Winter-Asienspiele
- 2003: 5. Platz
- 2007: 9. Platz
- 2011: 7. Platz (2. Platz Premier Division)
- 2017: 5. Platz (1. Platz Division I)
- 2025: 6. Platz

### IIHF Challenge Cup of Asia
- 2008: 4. Platz
- 2009: 2. Platz
- 2010: 3. Platz
- 2011: 3. Platz
- 2012: 2. Platz
- 2013: 5. Platz
- 2014: 4. Platz
- 2015: 4. Platz
- 2016: 4. Platz
- 2017: 3. Platz
- 2018: 2. Platz

### Südostasienspiele
- 2017: 2. Platz
- 2019: 1. Platz